# قنطريون عيناتي
القنطريون العيناتي واسمه العلمي (باللاتينية: Centaurea eryngioides) نوع نباتي ينتمي إلى جنس القنطريون من الفصيلة النجمية.

## الموئل والانتشار
موطنه بلاد الشام.